# Zombi Child
Pour plus de détails, voir Fiche technique et Distribution.
Zombi Child est un film français réalisé par Bertrand Bonello, sorti en 2019.
Le film est inspiré de la vie de Clairvius Narcisse, un haïtien drogué qui aurait vagabondé en tant que zombie et esclave après avoir été déclaré mort en 1962. Ce cas fut déjà traité dans un film de Wes Craven, L'Emprise des ténèbres.

## Synopsis
En Haïti en 1962, un homme, revenu à la vie, est envoyé de force dans l’enfer des plantations de cannes à sucre.
55 ans plus tard, Melissa, une adolescente haïtienne du prestigieux pensionnat de la Légion d’honneur à Saint-Denis (Seine-Saint-Denis), raconte à ses camarades de classe le secret de sa famille. Melissa ne sait pas que cela va provoquer chez l'une des élèves, Fanny, des sentiments imprévisibles.

## Fiche technique
- Titre français : Zombi Child
- Réalisation et scénario : Bertrand Bonello
- Costumes : Pauline Jacquard
- Photographie : Yves Cape
- Montage : Anita Roth
- Musique : Bertrand Bonello
- Production : Guetty Felin
- Sociétés de production : My New Picture, coproduit par Les Films du Bal, Playtime et Arte France Cinéma, en association avec les SOFICA Cinémage 13, Cofinova 15 et Indéfilms 7
- Distribution : Ad Vitam (France)
- Pays d'origine :  France
- Langues originales : français et créole haïtien
- Format : couleurs - 35 mm - 1,85:1
- Genre : drame, fantastique
- Durée : 103 minutes
- Dates de sortie :
  - France : 17 mai 2019 (festival de Cannes 2019 - Quinzaine des réalisateurs) ; 12 juin 2019 (sortie nationale)

## Distribution
- Wislanda Louimat : Mélissa
- Louise Labèque : Fanny
- Sayyid El Alami : Pablo
- Saadia Bentaïeb : la surintendante
- Mathilde Riu : Adèle
- Mackenson Bijou : Clairvius
- Ninon François : Romy
- Adilé David : Salomé
- Néhémy Pierre-Dahomey : le baron Samedi
- Patrick Boucheron : le professeur d'Histoire
- Ginite Popote : Francina
- Katiana Milfort : Mambo Katy

## Production

### Genèse et développement
L'idée de départ vient à Bertrand Bonello bien des années auparavant. Il écrit alors sur un carnet deux mots : « Zombi, Haïti ». Il entend parler de Haïti par le réalisateur Charles Najman, qui y a tourné Royal Bonbon (2002). Pour développer son scénario, Bertrand Bonello explique s'être bien évidemment inspiré de George A. Romero, spécialiste du film de zombies notamment avec La Nuit des morts-vivants (1968), mais également du film Vaudou (1943) de Jacques Tourneur. Par ailleurs, sa fille Anna l'a aidé à moderniser les dialogues des adolescents qui étaient initialement trop « ringards ».
Après deux films aux budgets conséquents, Saint-Laurent (2014) et Nocturama (2016), Bertrand Bonello souhaite revenir à un projet plus modeste.
Bertrand Bonello a choisi d'orthographier le mot zombi sans « e » en justifiant que « “zombie” est l’orthographe américaine. Zombi, c’est le zombi originel, qui est une figure profondément inscrite dans l’histoire et la culture d’Haïti. Il résulte d’un usage mauvais du vaudou, quelque chose dont on ne parle pas, dont certains nient souvent l’existence. Pourtant, tout le monde là-bas sait comment se déplace et comment parle un zombi ».

### Distribution des rôles
Comme pour certains de ses précédents films, Bertrand Bonello fait appel à de jeunes actrices inconnues. D'autre part, il offre un petit rôle à l'historien et professeur du Collège de France Patrick Boucheron.

### Tournage
Le tournage débute fin 2018 en France notamment à Paris, puis en Haïti en janvier 2019. Les scènes du pensionnat de la Légion d'honneur sont tournées dans la maison d'éducation de la Légion d'honneur de Saint-Denis. Le réalisateur a insisté pour tourner les scènes se déroulant en Haïti dans ce même pays :

« En tournant ces scènes dans un autre pays, elles auraient perdu beaucoup de sens pour moi. Et puis, je ne voulais pas recréer une cérémonie vaudou ailleurs. Mais j’y tenais aussi pour des raisons esthétiques : filmer ces montagnes, filmer le Palais Sans Souci, le Palais du Roi Christophe. Tout le monde m’avait dit qu’il n’y a pas de pays plus compliqué qu’Haïti pour tourner. La pauvreté, l’agitation politique, les tremblements de terre et leurs suites font que rien n’est simple. »

## Accueil

### Accueil critique
En France, le site Allociné propose une moyenne des critiques de presse à 3,7/5.
Pour Jacques Mandelbaum du Monde, « L'originalité du regard de Bonello en la matière tient d'une part à sa profondeur historique, d'autre part à l'étonnante douceur qui l'accompagne. ».
Pour Olivier Delcroix du Figaro, « Présenté à la Quinzaine des réalisateurs, Zombi Child, de Bertrand Bonello, a soulevé l'enthousiasme des spectateurs lors de sa première projection publique. Ce « petit » film, tourné rapidement avec un budget de série B, comme l'a d'abord considéré Bonello, frappe fort ».
Pour Marcos Uzal de Libération, « Bertrand Bonello explore brillamment la culture vaudoue, des origines haïtiennes à sa manifestation dans un pensionnat de jeunes filles françaises. [...] Comme toujours avec Bonello, le film est à la fois brillant et un peu trop théorique, mais ici l'absence de star et la modestie du budget apportent une simplicité nouvelle, une dimension de série B qui s'accorde bien au cinéma auquel il rend hommage. ».

## Distinction

### Sélection
- Festival de Cannes 2019 : sélection à la Quinzaine des réalisateurs